# Hucul Köztársaság

Csehszlovákia 1928-ban

A Hucul Köztársaság egy, az első világháború után létrejött rövid életű állam. A köztársaságot 1919. január 8-án kiáltották ki azzal a szándékkal, hogy majd csatlakoznak a Nyugat-Ukrán Népköztársasághoz.

## A köztársaság létrehozása
A Kárpátalja legkeletebbi csücskében lévő területre 1918. december 20-22-én tért vissza a magyar hadsereg, akik rögtön szükségállapotot vezettek be. Lefegyverezték a hucul felkelőket, a területen működő Ukrán Nemzetgyűlést feloszlatták, valamint visszaállították a magyart, mint hivatalos nyelvet mind az iskolákban, mind a közhivatalokban.
1919. január 7/8. éjjelén a rahói huculok támadást indítottak a magyar csendőrlaktanya ellen, 500 csendőrt pedig elfogtak. Kikiáltották a köztársaságot, Sztepan Klocsurakot még aznap miniszterelnöknek választották, aki eközben egy 1000 fős sereget irányított a román határ közelébe. Január 17-én összecsaptak a román csapatokkal Máramarosszigetnél, ahol vereséget szenvedtek.
Január 23-án bejelentették, hogy miután egyesült az Ukrán Népköztársaság és a Nyugat-Ukrán Népköztársaság, Sztepan Klocsurak és Julian Brascsajko a köztársaság képviselőiként csatlakoznak az úgynevezett Munkáskongresszushoz.
1919 áprilisában a kárpátaljai ruténok bejelentették csatlakozásukat Csehszlovákiához autonómia fejében. Ekkorra a terület déli részét a románok foglalták el, középső részeit pedig a magyar csapatok tartották uralmuk alatt.

## A köztársaság bukása
A román csapatok június 11-én elfoglalták Kőrösmezőt, ezzel a Hucul Köztársaság megszűnt létezni. 1919 szeptemberében csehszlovák csapatok szállták meg a régiót, majd a trianoni békeszerződés keretében annektálták a területet.
1939. március 14-én jött létre Kárpát-Ukrajna, amit egy nappal később Magyarország foglalt el. A második világháború után Kárpátalja a Szovjetunióhoz, azon belül az Ukrán SZSZK-hoz került. 1991-ben a független Ukrajna része lett.

## Fordítás
- Ez a szócikk részben vagy egészben  a   Hutsul Republic című angol Wikipédia-szócikk ezen változatának fordításán alapul.  Az eredeti cikk szerkesztőit annak laptörténete sorolja fel. Ez a jelzés csupán a megfogalmazás eredetét és a szerzői jogokat jelzi, nem szolgál a cikkben szereplő információk forrásmegjelöléseként.